# Neoplatyura elongata
Neoplatyura elongata är en tvåvingeart som beskrevs av Uesugi 2002. Neoplatyura elongata ingår i släktet Neoplatyura och familjen platthornsmyggor. Inga underarter finns listade i Catalogue of Life.